# Origanum

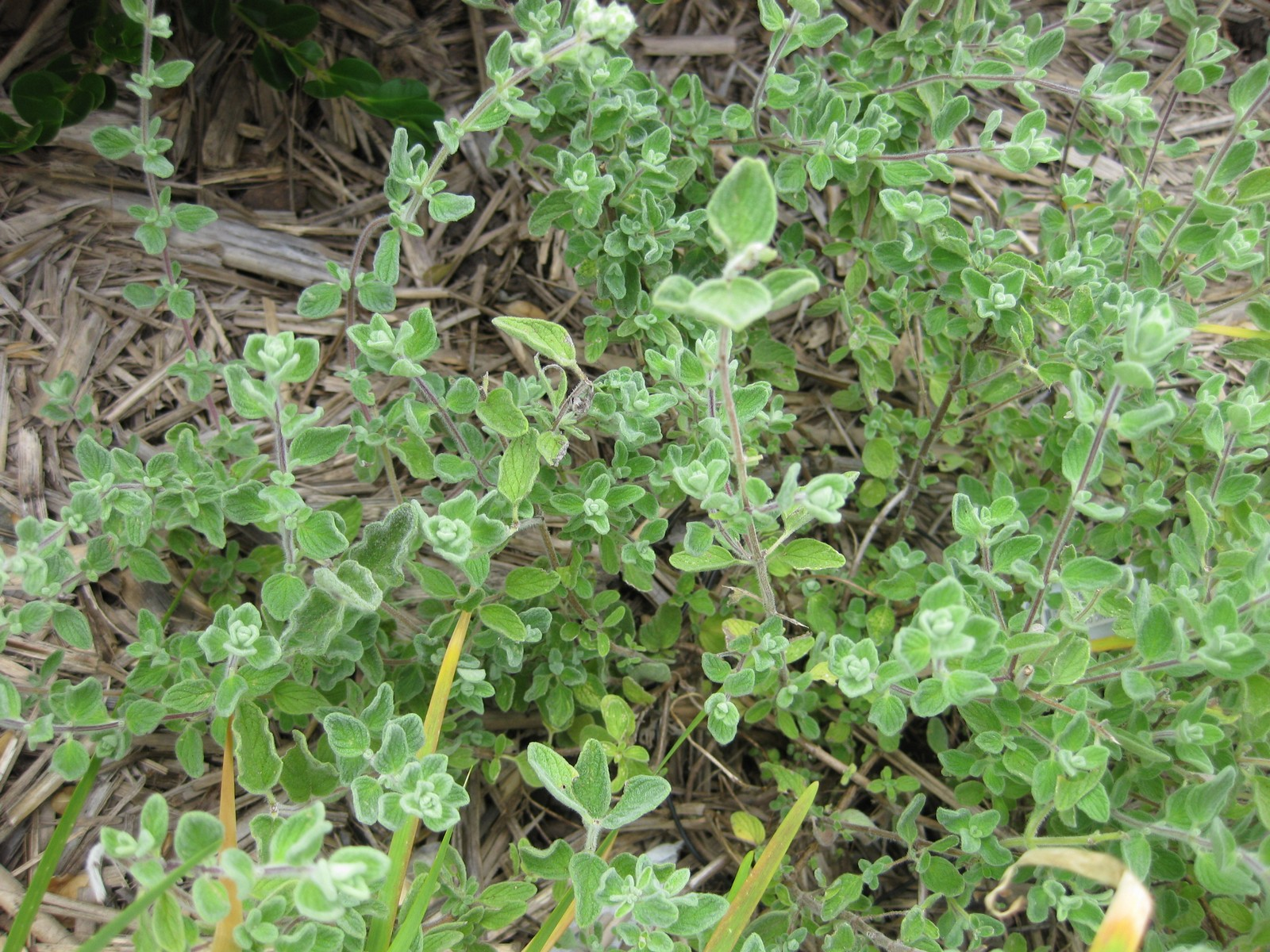
Origanum syriacum.

Origanum és un gènere d'aproximadament 20 espècies d'espècies aromàtiques de la familia de les Lamiaceae, naturals de la regió oriental Mediterrania i l'est de l'Àsia. El gènere inclou algunes espècies culinàries importants com ara el marduix o l'orenga.
Les espècies del gènere Origanum represent l'aliment per a les larves d'alguns lepidòpters incloent la coleophora albitarsella.

## Exemples d'espècie
- Origanum acutidens
- Origanum amanum
- Origanum calcaratum
- Origanum compactum[1]
- Origanum dictamnus – marduix de Creta
- Origanum laevigatum
- Origanum leptocladum
- Origanum libanoticum
- Origanum majorana – (dolç) marduix
- Origanum ×majoricum
- Origanum microphyllum
- Origanum rotundifolium
- Origanum scabrum
- Origanum sipyleum
- Origanum syriacum
- Origanum vulgare – orenga